# Sainte-Anastasie (Gard)
Pour les articles homonymes, voir Sainte-Anastasie.
Sainte-Anastasie est une commune française située dans le centre du département du Gard en région Occitanie.
Exposée à un climat méditerranéen, elle est drainée par le Gard, le Bourdic, Valat de Gouloubert et par divers autres petits cours d'eau. Incluse dans les gorges du Gardon, la commune possède un patrimoine naturel remarquable : trois sites Natura 2000 (« le Gardon et ses gorges », les « gorges du Gardon » et le « camp des Garrigues »), un espace protégé (les « gorges du Gardon ») et cinq zones naturelles d'intérêt écologique, faunistique et floristique.
Sainte-Anastasie est une commune rurale qui compte 1 744 habitants en 2022, après avoir connu une forte hausse de la population depuis 1962. Elle fait partie de l'aire d'attraction de Nîmes. Ses habitants sont appelés les Anastasiens ou  Anastasiennes.
Le patrimoine architectural de la commune comprend quatre  immeubles protégés au titre des monuments historiques : la baume Latrone, classée en 1941, l'oppidum de Castelvielh, inscrit  en 1979, le prieuré Saint-Nicolas de Campagnac, inscrit en 1987, et l'église Sainte-Anastasie de Russan, inscrite en 2005.

## Géographie
Sainte-Anastasie est l'une des plus vastes communes du département avec ses 4 364 hectares de garrigues. La commune est à une dizaine de kilomètres au nord de Nîmes et à une douzaine de kilomètres au sud-ouest d'Uzès, dont elle a dépendu pendant de nombreux siècles.
Le territoire de la commune est traversé suivant un axe ouest-est par le Gardon, affluent du Rhône. Au cours des âges, la rivière a fait son passage au milieu d'un plateau calcaire et y a creusé un canyon d'une longueur d'une dizaine de kilomètres. Plus en aval, le Gardon passe sous le pont du Gard.
La commune culmine à 204 m ; le plateau s'élève à une altitude moyenne de 170 m. Le point le plus bas se situe à 37 m, en aval du pont Saint-Nicolas.
La plaine du Bourdic, affluent du Gardon, atteint 61 m au point le plus bas. C'est dans cette plaine que se trouvent les vignes et les champs céréaliers qui font vivre les agriculteurs et les viticulteurs de la commune.
Sainte-Anastasie est composée de quatre hameaux ou villages : Russan, Aubarne, Vic et Campagnac.
C'est l'une des 79 communes membres du schéma de cohérence territoriale SCOT du sud du Gard ; elle fait également partie des 41 communes du Pays Garrigues Costières.
| Saint-Chaptes, Garrigues-Sainte-Eulalie | Bourdic          | Blauzac                 |
| Dions                                   | Sainte-Anastasie | Sanilhac-Sagriès, Poulx |
|                                         | Nîmes            |                         |

### Climat
Pour des articles plus généraux, voir Climat de l'Occitanie et Climat du Gard.
En 2010, le climat de la commune est de type climat méditerranéen franc, selon une étude s'appuyant sur une série de données couvrant la période 1971-2000. En 2020, Météo-France publie une typologie des climats de la France métropolitaine dans laquelle la commune est exposée à un climat méditerranéen et est dans la région climatique Provence, Languedoc-Roussillon, caractérisée par une pluviométrie faible en été, un très bon ensoleillement (2 600 h/an), un été chaud (21,5 °C), un air très sec en été, sec en toutes saisons, des vents forts (fréquence de 40 à 50 % de vents > 5 m/s) et peu de brouillards.
Pour la période 1971-2000, la température annuelle moyenne est de 14,3 °C, avec une amplitude thermique annuelle de 17,7 °C. Le cumul annuel moyen de précipitations est de 779 mm, avec 6 jours de précipitations en janvier et 3,1 jours en juillet. Pour la période 1991-2020, la température moyenne annuelle observée sur la station météorologique la plus proche, située sur la commune de La Rouvière à 7 km à vol d'oiseau, est de 14,5 °C et le cumul annuel moyen de précipitations est de 914,4 mm,. Pour l'avenir, les paramètres climatiques de la commune estimés pour 2050 selon différents scénarios d'émission de gaz à effet de serre sont consultables sur un site dédié publié par Météo-France en novembre 2022.

### Milieux naturels et biodiversité

#### Espaces protégés
La protection réglementaire est le mode d’intervention le plus fort pour préserver des espaces naturels remarquables et leur biodiversité associée,.
La commune fait également partie des gorges du Gardon, un territoire  reconnu réserve de biosphère par l'UNESCO en 2015 pour l'importante biodiversité qui la caractérise, mariant garrigues, plaines agricoles et yeuseraies,.
Un  autre espace protégé est présent sur la commune : 
les « gorges du Gardon », objet d'un arrêté de protection de biotope, d'une superficie de 339,2 ha.

#### Réseau Natura 2000

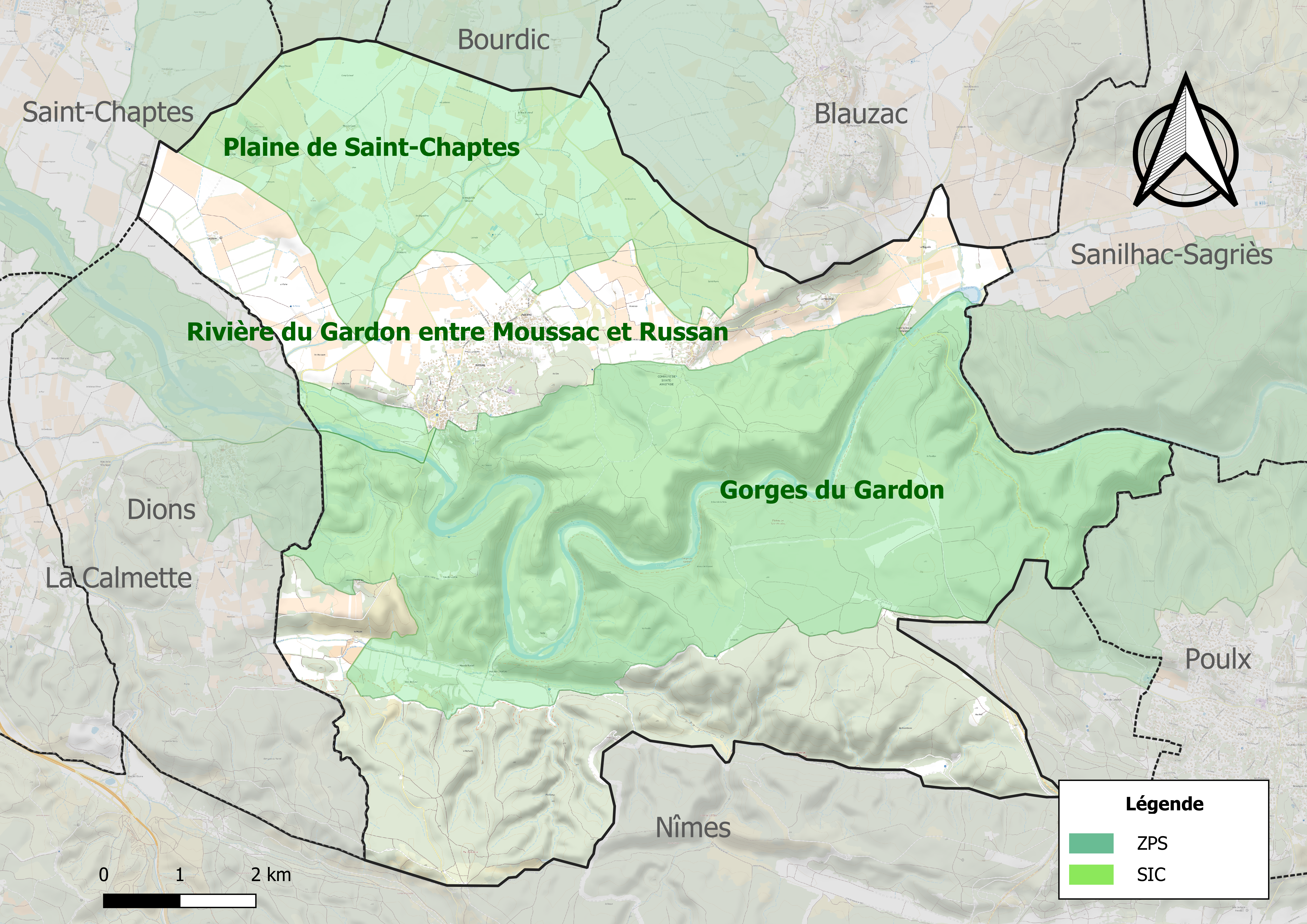
Site Natura 2000 sur le territoire communal.

Le réseau Natura 2000 est un réseau écologique européen de sites naturels d'intérêt écologique élaboré à partir des directives habitats et oiseaux, constitué de zones spéciales de conservation (ZSC) et de zones de protection spéciale (ZPS).
Un site Natura 2000 a été défini sur la commune au titre de la directive habitats :
- « le Gardon et ses gorges », d'une superficie de 7 009 ha, présentant une importante diversité des habitats et des espèces. Les nombreuses grottes permettent d'accueillir une bonne diversité de Chiroptères. Dans les gorges, se trouvent des formations de Chênes verts peu perturbées avec des espèces particulièrement rares (Cyclamen des Baléares)[15]

et deux au titre de la directive oiseaux : 
- les « gorges du Gardon », d'une superficie de 7 024 ha, abritant trois espèces de rapaces remarquables, l'Aigle de Bonelli, le Circaète Jean-le-Blanc et le Vautour percnoptère[16] ;
- le « camp des Garrigues », d'une superficie de 2 089 ha, présentant une richesse avifaunistique marquée notamment par la présence du cortège des espèces des garrigues méditerranéennes. Les principales espèces de passereaux et assimilés caractéristiques des zones méditerranéennes sont présentes dans le camp. Il présente aussi un intérêt majeur comme site de nidification et comme territoire de chasse pour de nombreux rapaces : Aigle de Bonelli, Milan noir, Grand Duc d'Europe, Circaète Jean-le-Blanc et busard cendré[17].

#### Zones naturelles d'intérêt écologique, faunistique et floristique
L’inventaire des zones naturelles d'intérêt écologique, faunistique et floristique (ZNIEFF) a pour objectif de réaliser une couverture des zones les plus intéressantes sur le plan écologique, essentiellement dans la perspective d’améliorer la connaissance du patrimoine naturel national et de fournir aux différents décideurs un outil d’aide à la prise en compte de l’environnement dans l’aménagement du territoire.
Trois ZNIEFF de type 1 sont recensées sur la commune :
- les « gorges du Gardon » (5 231 ha), couvrant 10 communes du département[19] ;
- la « plaine de Saint-Chaptes » (2 279 ha), couvrant 5 communes du département[20] ;
- la « rivière du Gardon entre Moussac et Russan » (682 ha), couvrant 7 communes du département[21] ;

et deux ZNIEFF de type 2, : 
- le « plateau Saint-Nicolas » (15 838 ha), couvrant 16 communes du département[22] ;
- la « vallée moyenne des Gardons » (1 848 ha), couvrant 24 communes du département[23].

Carte des ZNIEFF de type 1 et 2 à Sainte-Anastasie.
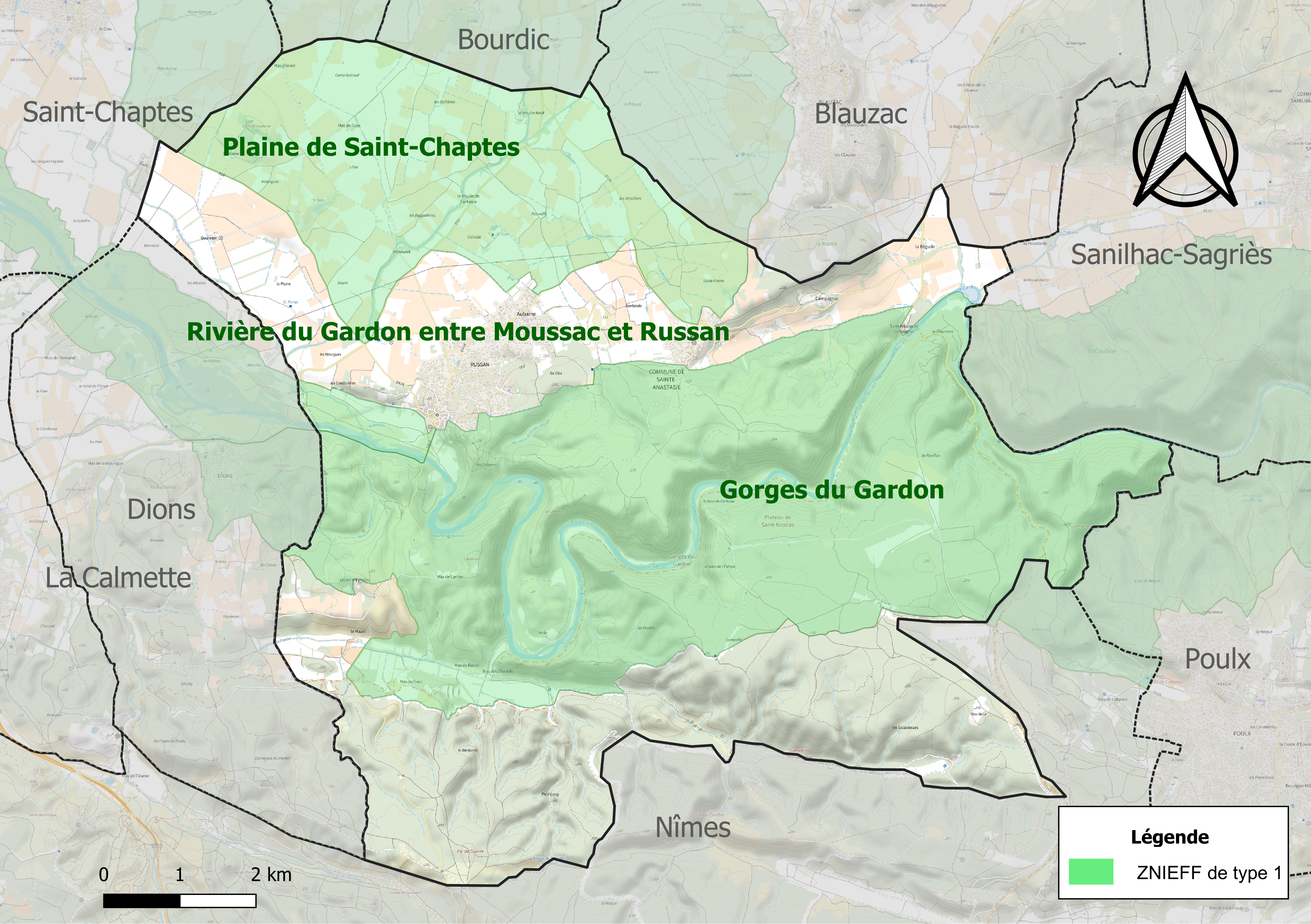
Carte des ZNIEFF de type 1 sur la commune.
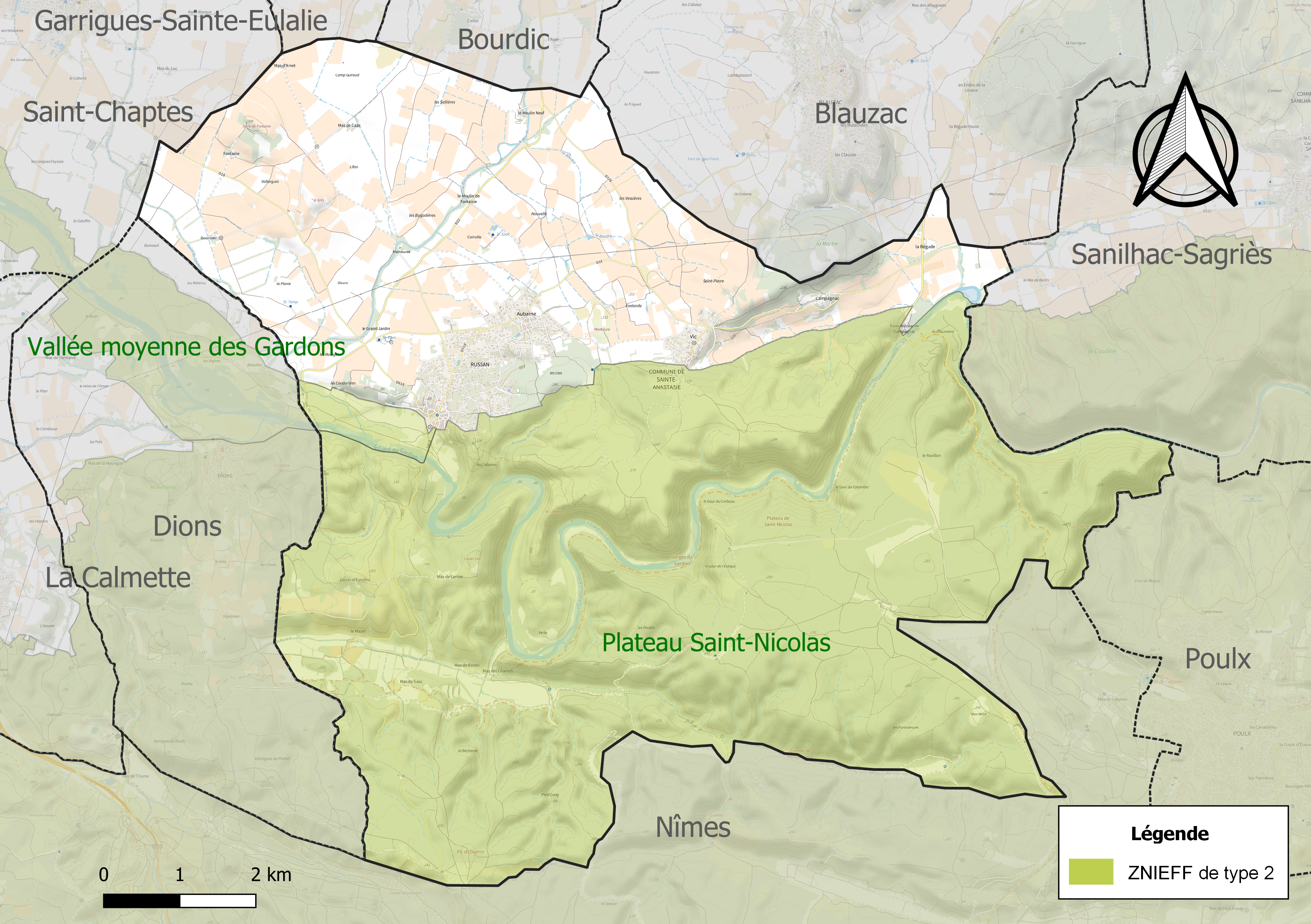
Carte des ZNIEFF de type 2 sur la commune.

## Urbanisme

### Typologie
Au 1er janvier 2024, Sainte-Anastasie est catégorisée bourg rural, selon la nouvelle grille communale de densité à sept niveaux définie par l'Insee en 2022.
Elle est située hors unité urbaine. Par ailleurs la commune fait partie de l'aire d'attraction de Nîmes, dont elle est une commune de la couronne,. Cette aire, qui regroupe 92 communes, est catégorisée dans les aires de 200 000 à moins de 700 000 habitants,.

### Occupation des sols
L'occupation des sols de la commune, telle qu'elle ressort de la base de données européenne d’occupation biophysique des sols Corine Land Cover (CLC), est marquée par l'importance des forêts et milieux semi-naturels (62,7 % en 2018), en diminution par rapport à 1990 (64,4 %). La répartition détaillée en 2018 est la suivante : 
milieux à végétation arbustive et/ou herbacée (35,2 %), forêts (27,3 %), cultures permanentes (16,5 %), terres arables (12,5 %), zones agricoles hétérogènes (5,4 %), zones urbanisées (2,8 %), espaces ouverts, sans ou avec peu de végétation (0,2 %). L'évolution de l’occupation des sols de la commune et de ses infrastructures peut être observée sur les différentes représentations cartographiques du territoire : la carte de Cassini (XVIIIe siècle), la carte d'état-major (1820-1866) et les cartes ou photos aériennes de l'IGN pour la période actuelle (1950 à aujourd'hui).

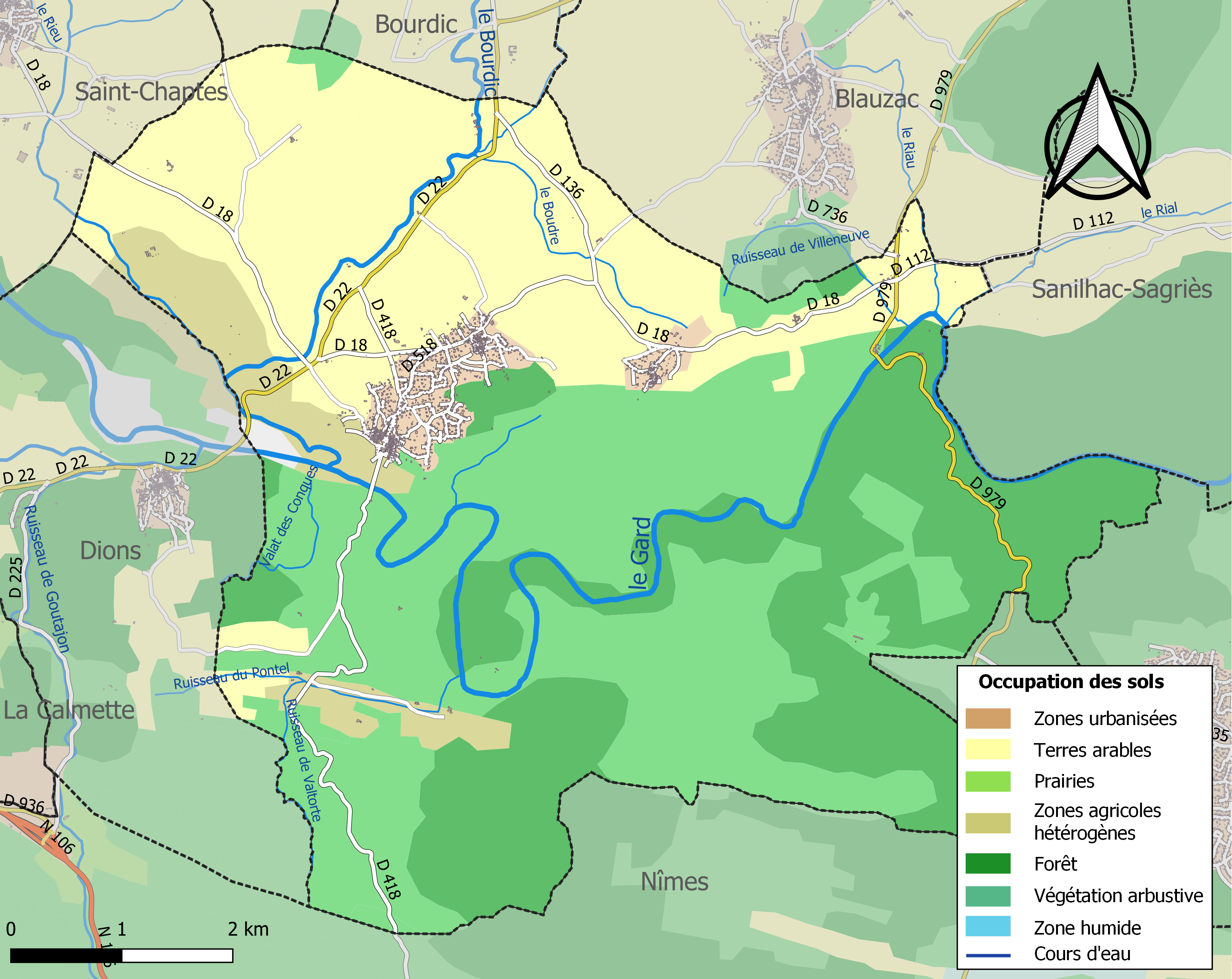
Carte des infrastructures et de l'occupation des sols de la commune en 2018 (CLC).

### Risques majeurs
Le territoire de la commune de Sainte-Anastasie est vulnérable à différents aléas naturels : météorologiques (tempête, orage, neige, grand froid, canicule ou sécheresse), inondations, feux de forêts et séisme (sismicité faible). Il est également exposé à un risque technologique, la rupture d'un barrage. Un site publié par le BRGM permet d'évaluer simplement et rapidement les risques d'un bien localisé soit par son adresse soit par le numéro de sa parcelle.

#### Risques naturels
Certaines parties du territoire communal sont susceptibles d’être affectées par le risque d’inondation par débordement de cours d'eau et par une crue torrentielle ou à montée rapide de cours d'eau, notamment le Gard et le Bourdic. La commune a été reconnue en état de catastrophe naturelle au titre des dommages causés par les inondations et coulées de boue survenues en 1982, 1988, 1990, 1994, 1995, 2002, 2005, 2010 et 2014,.

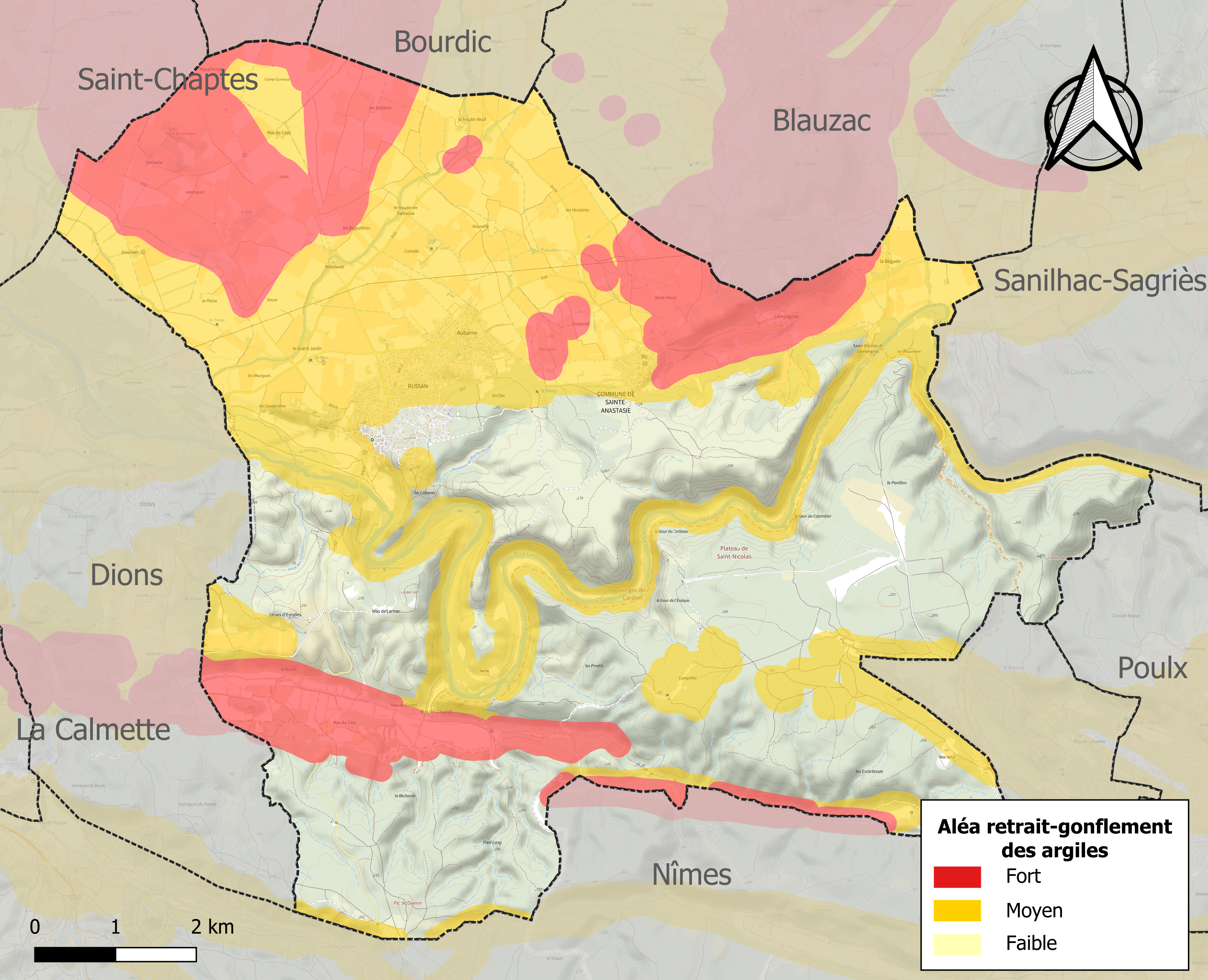
Carte des zones d'aléa retrait-gonflement des sols argileux de Sainte-Anastasie.

Le retrait-gonflement des sols argileux est susceptible d'engendrer des dommages importants aux bâtiments en cas d’alternance de périodes de sécheresse et de pluie. 57,1 % de la superficie communale est en aléa moyen ou fort (67,5 % au niveau départemental et 48,5 % au niveau national). Sur les 772 bâtiments dénombrés sur la commune en 2019, 593 sont en aléa moyen ou fort, soit 77 %, à comparer aux 90 % au niveau départemental et 54 % au niveau national. Une cartographie de l'exposition du territoire national au retrait gonflement des sols argileux est disponible sur le site du BRGM,.
Par ailleurs, afin de mieux appréhender le risque d’affaissement de terrain, l'inventaire national des cavités souterraines permet de localiser celles situées sur la commune.

#### Risques technologiques
La commune est en outre située en aval du barrage de Sainte-Cécile-d'Andorge, un ouvrage de classe A doté d'un PPI. À ce titre elle est susceptible d’être touchée par l’onde de submersion consécutive à la rupture de cet ouvrage.

## Préhistoire
L'histoire de cette commune commence dès le Paléolithique moyen (Moustérien), avec l'installation des Néandertaliens dans les gorges du Gardon.
La grotte de l'Esquicho-Grapaou a livré des niveaux moustériens et aurignaciens. La datation de ces derniers entre 32 et 34 000 ans montre que cette occupation est contemporaine de l'arrivée de l'homme moderne (Homo sapiens) en Europe. À ce titre, la grotte de l'Esquicho-Grapaou constitue un site de référence pour la Préhistoire européenne.
À 800 mètres de là, dans la grotte de Baume Latrone, des dessins du Paléolithique supérieur ont été découverts en 1940. L'étude de la cavité reprise en 2009 par une équipe pluridisciplinaire menée par Marc Azéma a permis des rapprochements stylistiques avec l'art de la grotte Chauvet (Ardèche) datée de l'Aurignacien.
En 2012, la datation d'un charbon de bois récolté au pied des peintures a donné un âge de 32 740 ans avant le présent. Cette datation très ancienne apporte un argument supplémentaire pour rattacher cet ensemble à l'Aurignacien, comme les œuvres de la grotte Chauvet. La grotte de Baume Latrone constituerait donc l'un des plus anciens sites d'art préhistorique du monde.

## Histoire

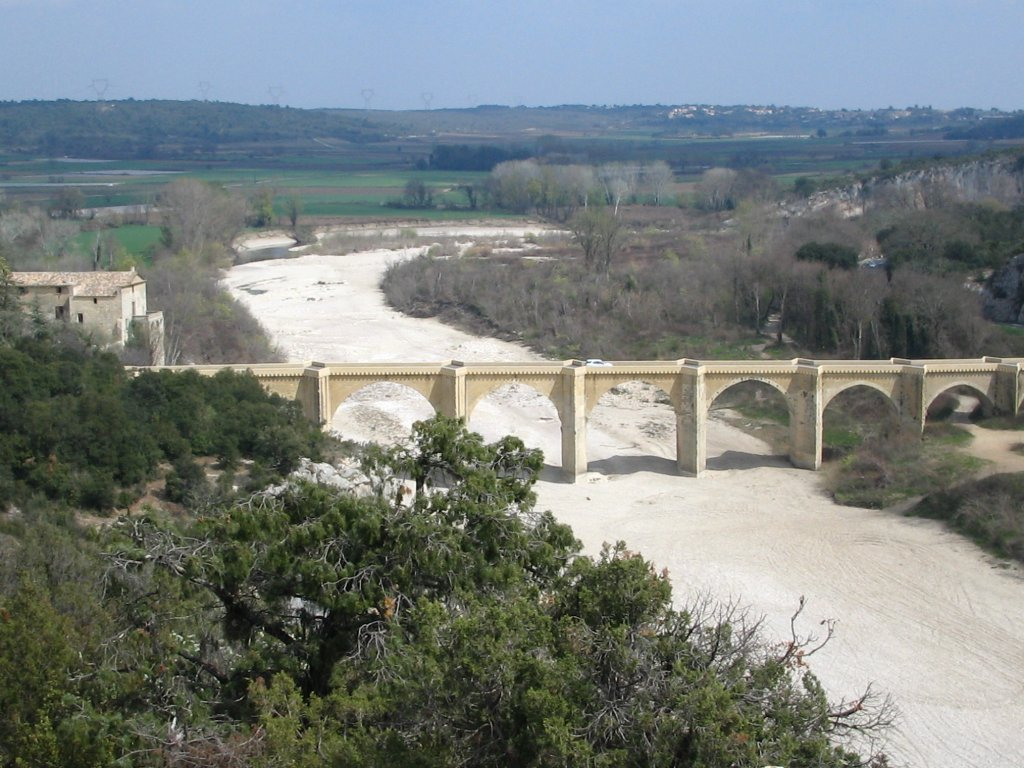
Pont Saint-Nicolas de Campagnac

Le territoire de la commune a été habité durant la protohistoire comme en témoignent des oppida. Quelques vestiges exposés au musée de Nîmes correspondent à la période gallo-romaine.
Les premiers documents écrits citant le territoire de la commune datent de 896 ap. J.-C. Ils mentionnent Campaniaco et Marbaco comme domaines appartenant à l'évêque d'Uzès.
En 951, on sait que le village d'Aubarne existe déjà et que l'ensemble du terroir s'appelle Sainte-Anastasie (issue de Marbacum).
En 1144, on parle dans un pacte amiable du fort de Sainte-Anastasie. Il n'y a pas à proprement parler de village portant ce nom.
Le domaine de Campagnac est occupé à partir de 896 par des moines qui construisent le prieuré de Saint-Nicolas de Campagnac (1156).
Au milieu du XIIIe siècle, le trafic est très important entre Nîmes et Uzès. Deux voies permettent de communiquer entre ces deux villes : la voie des Helviens, passant plus en amont à hauteur du village de Russan, et une voie qui traverse le Gardon à hauteur de Saint-Nicolas, par un gué ou par des ponts de bois régulièrement balayés par les caprices de la rivière. La voie Nîmes - Saint-Nicolas - Uzès, plus courte de quelques kilomètres, est plus fréquentée et Pons de Becmil décide de lancer la construction d'un pont : le puissant pont Saint-Nicolas de Campagnac est construit de 1245 à 1260.
Le fort et le pont, de par leurs positions stratégiques, jouent un rôle important pendant les différentes guerres de religion qui se succèdent entre 1560 et 1629 dans la région, passant tour à tour d'un parti à l'autre. Le fort est détruit à partir de juillet 1632 sur l'ordre de Richelieu.
En 1682, les églises de Russan et de Vic sont construites en remplacement de l'église Saint-Saturnin, détruite depuis fort longtemps.
En 1703, lors de la guerre des Camisards, le village de Vic est attaqué. On dénombre 36 morts. En 1704, le consul de Russan est tué sur la route d'Uzès, ainsi que huit hommes et une femme sur la route de Saint-Chaptes.
Au cours de la Révolution française, la commune porte provisoirement le nom de Montaury également transcrit Montauri.
À la fin du XIXe siècle, Sainte-Anastasie connaît la fièvre de l'or. En effet, lors de sondages effectués pour la construction du pont de Russan, de nombreuses paillettes d'or ont été découvertes. Une mine d'or, avec son placer et sa voie de chemin de fer dans le Gardon, a été exploité. L'or ne s'y est pas trouvé de manière suffisante compte tenu des coûts d'exploitation. En effet, le Gardon dévastait tout à chacune des crues. C'est de cette époque que date la chapelle d'Aubarne.
En 2002, le Gardon passe par-dessus les ponts de Russan et de Saint-Nicolas, atteignant pratiquement la place de Russan et occasionnant de nombreux dégâts. L'église de Russan n'est pas encore remise en état à ce jour (août 2018).
Vous pouvez pour plus d'information sur l'histoire de Ste Anastasie consulter le site marbacum.fr

## Politique et administration

### Rattachements électoraux
Pour l'élection des députés, elle fait partie de la quatrième circonscription du Gard.

### Tendances politiques et résultats
| Période                                  | Période   | Identité       | Étiquette | Qualité       |
| ---------------------------------------- | --------- | -------------- | --------- | ------------- |
| mars 1989                                | mars 2014 | Claude Vian    | UMP       |               |
| mars 2014                                | En cours  | Gilles Tixador | SE        | Fonctionnaire |
| Les données manquantes sont à compléter. |           |                |           |               |

La commune fait partie de la communauté d'agglomération Nîmes Métropole (CANIM), dont le siège se trouve à Nîmes et dont le président est Yvan Lachaud (UDI).

## Démographie
L'évolution du nombre d'habitants est connue à travers les recensements de la population effectués dans la commune depuis 1793. Pour les communes de moins de 10 000 habitants, une enquête de recensement portant sur toute la population est réalisée tous les cinq ans, les populations de référence des années intermédiaires étant quant à elles estimées par interpolation ou extrapolation. Pour la commune, le premier recensement exhaustif entrant dans le cadre du nouveau dispositif a été réalisé en 2005.

En 2022, la commune comptait 1 744 habitants, en évolution de +4 % par rapport à 2016 (Gard : +2,97 %, France hors Mayotte : +2,11 %).
| 1793  | 1800  | 1806  | 1821  | 1831  | 1836  | 1841  | 1846  | 1851  |
| ----- | ----- | ----- | ----- | ----- | ----- | ----- | ----- | ----- |
| 1 065 | 1 048 | 1 103 | 1 094 | 1 023 | 1 173 | 1 151 | 1 182 | 1 255 |

| 1856  | 1861  | 1866  | 1872  | 1876  | 1881 | 1886 | 1891 | 1896 |
| ----- | ----- | ----- | ----- | ----- | ---- | ---- | ---- | ---- |
| 1 170 | 1 160 | 1 103 | 1 070 | 1 036 | 897  | 876  | 848  | 879  |

| 1901 | 1906 | 1911 | 1921 | 1926 | 1931 | 1936 | 1946 | 1954 |
| ---- | ---- | ---- | ---- | ---- | ---- | ---- | ---- | ---- |
| 848  | 856  | 776  | 685  | 646  | 659  | 600  | 621  | 615  |

| 1962 | 1968 | 1975 | 1982 | 1990  | 1999  | 2005  | 2006  | 2010  |
| ---- | ---- | ---- | ---- | ----- | ----- | ----- | ----- | ----- |
| 706  | 708  | 732  | 870  | 1 028 | 1 270 | 1 506 | 1 557 | 1 667 |

| 2015  | 2020  | 2022  | - | - | - | - | - | - |
| ----- | ----- | ----- | - | - | - | - | - | - |
| 1 667 | 1 740 | 1 744 | - | - | - | - | - | - |

## Économie

### Revenus
En 2018  (données Insee publiées en septembre 2021), la commune compte 697 ménages fiscaux, regroupant 1 699 personnes. La médiane du revenu disponible par unité de consommation est de 21 360 € (20 020 € dans le département).

### Emploi
|                | 2008   | 2013  | 2018  |
| -------------- | ------ | ----- | ----- |
| Commune        | 10,2 % | 8,4 % | 8,2 % |
| Département    | 10,6 % | 12 %  | 12 %  |
| France entière | 8,3 %  | 10 %  | 10 %  |

En 2018, la population âgée de 15 à 64 ans s'élève à 1 079 personnes, parmi lesquelles on compte 75,1 % d'actifs (67 % ayant un emploi et 8,2 % de chômeurs) et 24,9 % d'inactifs,. En  2018, le taux de chômage communal (au sens du recensement) des 15-64 ans est inférieur à celui de la France et du département, alors qu'en 2008 il était supérieur à celui de la France.
La commune fait partie de la couronne de l'aire d'attraction de Nîmes, du fait qu'au moins 15 % des actifs travaillent dans le pôle,. Elle compte 171 emplois en 2018, contre 177 en 2013 et 177 en 2008. Le nombre d'actifs ayant un emploi résidant dans la commune est de 728, soit un indicateur de concentration d'emploi de 23,4 % et un taux d'activité parmi les 15 ans ou plus de 58 %.
Sur ces 728 actifs de 15 ans ou plus ayant un emploi, 107 travaillent dans la commune, soit 15 % des habitants. Pour se rendre au travail, 93,1 % des habitants utilisent un véhicule personnel ou de fonction à quatre roues, 1,2 % les transports en commun, 2,9 % s'y rendent en deux-roues, à vélo ou à pied et 2,7 % n'ont pas besoin de transport (travail au domicile).

### Activités hors agriculture

#### Secteurs d'activités
114 établissements sont implantés  à Sainte-Anastasie au 31 décembre 2019. Le tableau ci-dessous en détaille le nombre par secteur d'activité et compare les ratios avec ceux du département,.
| Secteur d'activité                                                                                        | Commune | Commune | Département |
| Secteur d'activité                                                                                        | Nombre  | %       | %           |
| --- | ------- | ------- | ----------- |
| Ensemble                                                                                                  | 114     | 100 %   | (100 %)     |
| Industrie manufacturière, industries extractives et autres                                                | 7       | 6,1 %   | (7,9 %)     |
| Construction                                                                                              | 29      | 25,4 %  | (15,5 %)    |
| Commerce de gros et de détail, transports, hébergement et restauration                                    | 29      | 25,4 %  | (30 %)      |
| Information et communication                                                                              | 2       | 1,8 %   | (2,2 %)     |
| Activités financières et d'assurance                                                                      | 1       | 0,9 %   | (3 %)       |
| Activités immobilières                                                                                    | 2       | 1,8 %   | (4,1 %)     |
| Activités spécialisées, scientifiques et techniques et activités de services administratifs et de soutien | 19      | 16,7 %  | (14,9 %)    |
| Administration publique, enseignement, santé humaine et action sociale                                    | 16      | 14 %    | (13,5 %)    |
| Autres activités de services                                                                              | 9       | 7,9 %   | (8,8 %)     |

Le secteur du commerce de gros et de détail, des transports, de l'hébergement et de la restauration est prépondérant sur la commune puisqu'il représente 25,4 % du nombre total d'établissements de la commune (29 sur les 114 entreprises implantées  à Sainte-Anastasie), contre 30 % au niveau départemental.

#### Entreprises et commerces
Les deux entreprises ayant leur siège social sur le territoire communal qui génèrent le plus de chiffre d'affaires en 2020 sont : 
- Mehdi Auto, entretien et réparation de véhicules automobiles légers (73 k€)
- Bancel.h, autres travaux de finition (1 k€)

### Agriculture
La commune est dans les Garrigues, une petite région agricole occupant le centre du département du Gard. En 2020, l'orientation technico-économique de l'agriculture  sur la commune est la viticulture.
|               | 1988  | 2000 | 2010 | 2020 |
| ------------- | ----- | ---- | ---- | ---- |
| Exploitations | 50    | 39   | 23   | 21   |
| SAU (ha)      | 1 043 | 884  | 984  | 851  |

Le nombre d'exploitations agricoles en activité et ayant leur siège dans la commune est passé de 50 lors du recensement agricole de 1988  à 39 en 2000 puis à 23 en 2010 et enfin à 21 en 2020, soit une baisse de 58 % en 32 ans. Le même mouvement est observé à l'échelle du département qui a perdu pendant cette période 61 % de ses exploitations,. La surface agricole utilisée sur la commune a également diminué, passant de 1 043 ha en 1988 à 851 ha en 2020. Parallèlement la surface agricole utilisée moyenne par exploitation a augmenté, passant de 21 à 41 ha.

## Culture locale et patrimoine

### Lieux et monuments
- Église Sainte-Anastasie de Russan. L'édifice a été inscrit au titre des monuments historiques en 2005[45]. Un tableau est référencé dans la base Palissy[45].
- Église Saint-Nicolas d'Aubarne.
- Église Saint-Nicolas de Vic.

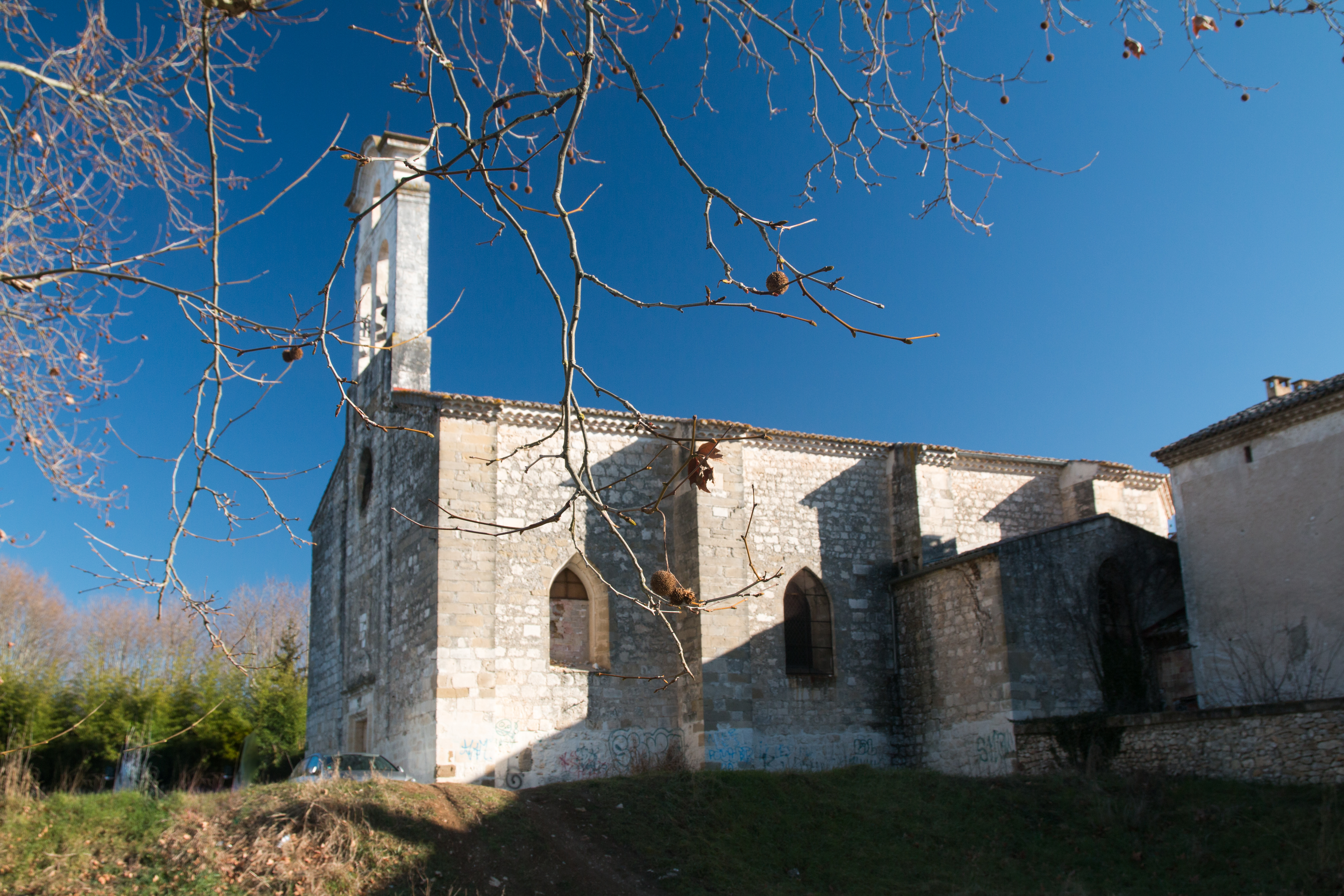
Église Sainte-Anastasie de Russan
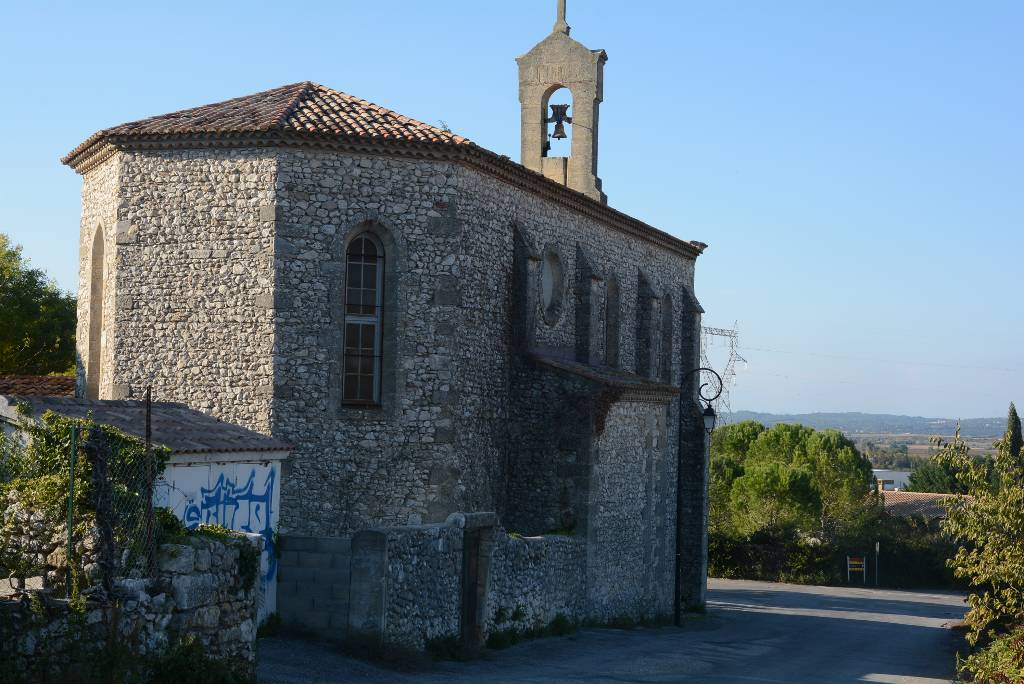
Église Saint-Nicolas d'Aubarne
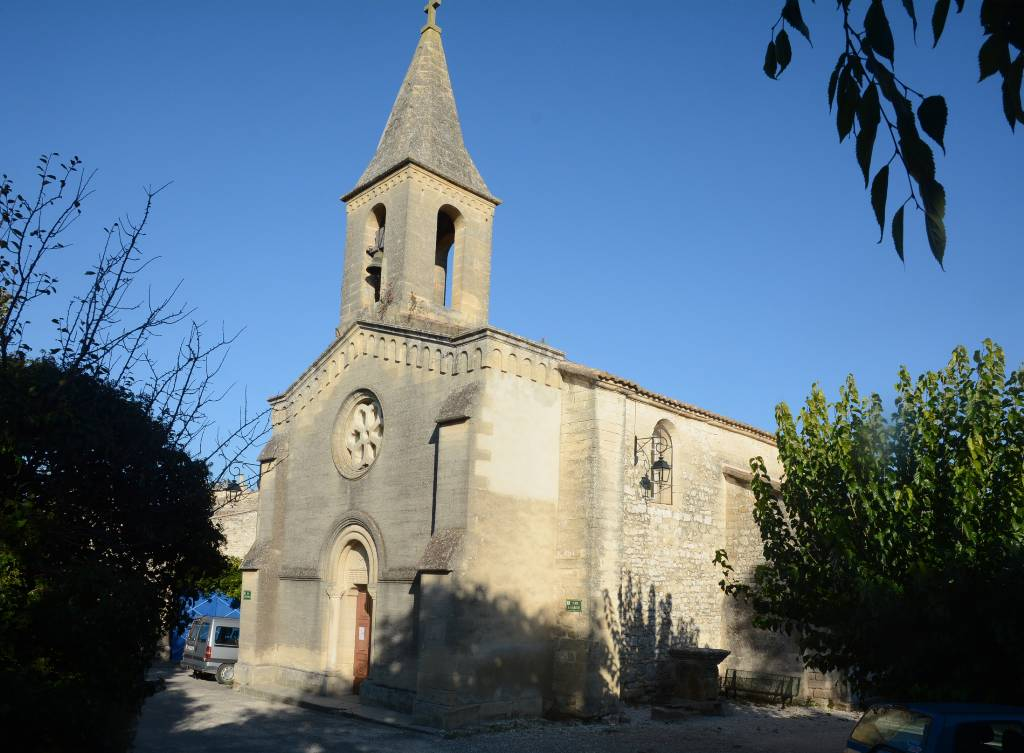
Église Saint-Nicolas de Vic

- Gorges du Gardon.
- Castellas, site protégé depuis 1982.
- Baume Latrone.
- Pont Saint-Nicolas de Campagnac.
- Prieuré Saint-Nicolas de Campagnac.
- Grotte Saint-Joseph.

### Héraldique
| Blason de Sainte-Anastasie | Blason  | D'argent au pal losangé du même et de sable.     |
| Blason de Sainte-Anastasie | Détails | Le statut officiel du blason reste à déterminer. |